# La Rivale de Richelieu
Pour plus de détails, voir Fiche technique et Distribution.
La Rivale de Richelieu est un film muet français réalisé par Gérard Bourgeois, sorti en 1911.
Ce film dramatique en deux parties et 30 tableaux retrace la lutte qui se déroula sous Louis XIII entre Richelieu et Marie de Rohan, duchesse de Chevreuse, dont la haine pour le cardinal était née à la suite de l'arrestation du comte de Châteauneuf , dont elle était éprise.

## Fiche technique
- Titre original : La Rivale de Richelieu
- Réalisation : Gérard Bourgeois
- Scénario :
- Producteur :
- Société de production : Pathé Frères
- Société de distribution : Pathé Frères
- Pays de production :  France
- Langue : film muet avec les intertitres  en français
- Format : Noir et blanc — 35 mm — 1,33:1 — Muet
- Métrage : 750 mètres (dont 643 en couleurs)
- Genre : Film dramatique, Film historique
- Durée : 25 minutes
- Numéro de catalogue Pathé : 4487
- Dates de sortie : 
  - France : 6 octobre 1911

## Distribution
- Auguste Volny : le cardinal de Richelieu
- Jacques Normand : Henri de Talleyrand-Périgord, comte de Chalais
- Lucien Desplanques : Louis XIII
- Léontine Massart : Marie de Rohan, duchesse de Chevreuse
- Jeanne Bérangère: Anne d'Autriche, reine de France
- Philippe Damorès : Charles de L'Aubespine, comte de Châteauneuf
- Armand Hauterive : Roger de Gramont, comte de Louvigny
- Nadette Darson